# Frontis
|  | Per a altres significats, vegeu «frontispici (arquitectura)». |

Frontis és la part davantera d'un moble.

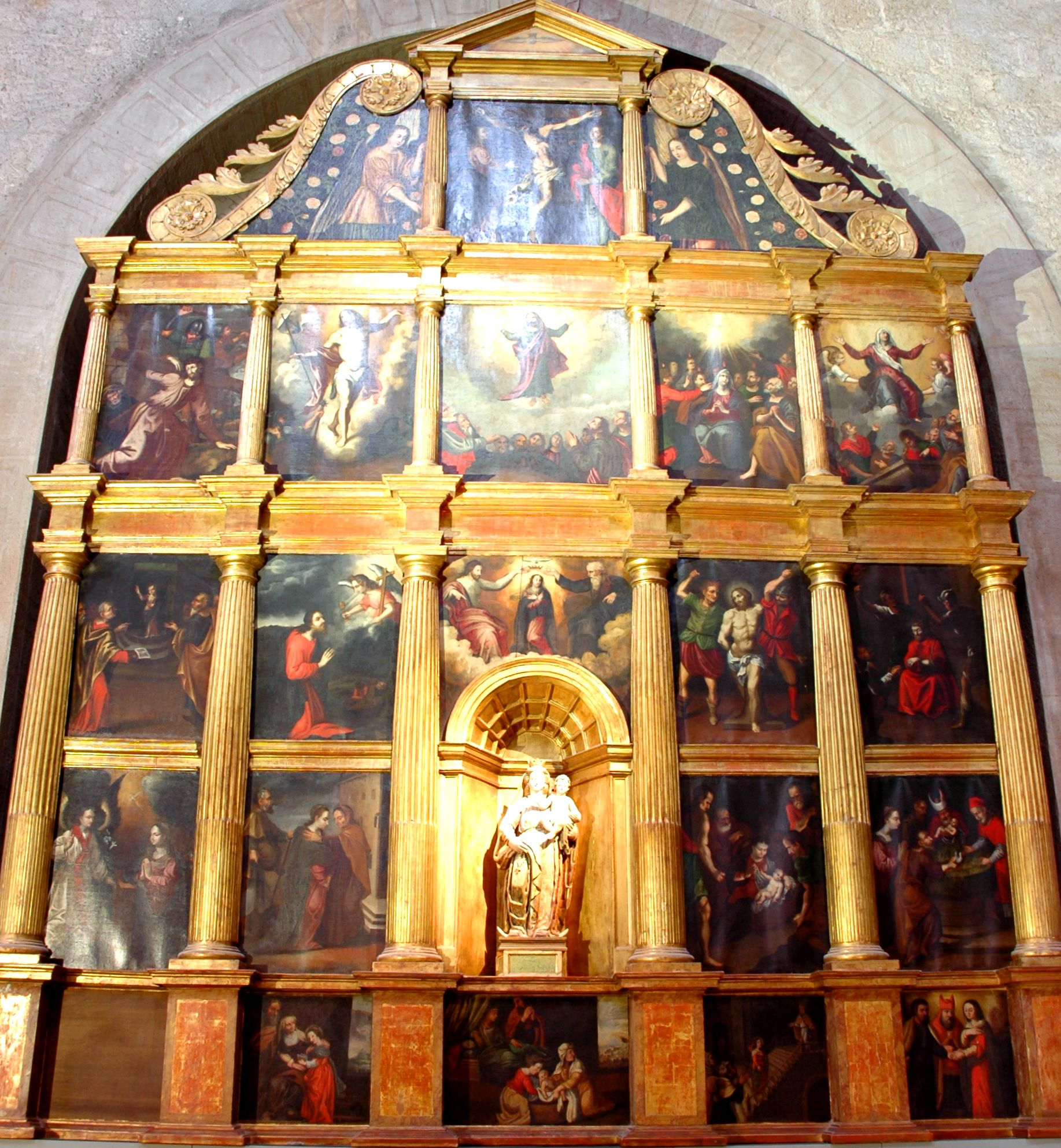
Frontis d'un retaule